# Урвич (Владичин Хан)
Урвич је насеље у Србији у општини Владичин Хан у Пчињском округу. Према попису из 2022. било је 35 становника (према попису из 2011. било је 45 становника).

## Положај и тип
Урвич је мало село у нижем делу Грделичке клисуре. Око њега су насеља Јастребац, Летовиште Теговиште и др. Становници водом се снабдевају са извора озиданих у чесме („жива вода") и из неколико бунара.
Топографски називи на атару су: Росуља, Трајков Ан, Ливађе, Караџин Рид, Стојков Рнд, Крив Дел, Урвичка Падина, Ориште, Глувчевица и Корито.
Село има два рода и две махале. Сваки род чини једну махалу Али у свакој махали опет се издвајају мање групе кућа. Свега је у Урвичу 20 домова (1959. г.).

## Постанак
Данашњи Јастребац и Урвич некада су чинили једно село. 3аједничко име било је Јастребац. Урвич је био махала Јастребца. 36or знатне удаљености, пре око 90 година Урвич је био издвојен у посебно село. Први кмет села био је Станоја Вучковић.
Говори се, да је земља данашњег Урвича припадала селу Дупљану десно од Ј. Мораве. Али у турско доба на том месту био је убијен неки човек. Крвнину од 70 волова платили су становници села Јастребца. Од тада та земља није више дупљансна.
Атар Урвича потпуно је издвојен од атара Јастребца. Али Урвич, иако лежи близу Ј. Mopaвe, има 90 ха земље и на планини изнад Јастребца. Тамо сељаци поседују шуму, утрину, ливаде и њиве са кромпиром.
Место Трајков Ан лежи поред Ј. Мораве. Када се пробијао тунел за железничку пругу, ту је некн Трајко из села Лепенице (Врањска котлина) отворио хан. После изградње пруге хан је напуштен.

## Данашње становништво
У Урвичу постоје два рода. То су: Ливађани (12 к) и Глувчанчани (8 к), славе св. Арханђела. Потичу од два брата досељена од некуда. У В. Копашници имају рођака. Поменута браћа, који су оснивачи родова, у Урвич су дошли тада „када је радио самоков у Сурдулици". Они су неко време морали да кулуче у том самокову. То је моrло битн у првој половини XIX века.

## Исељеници
У В. Копашници у северном делу Грделичке клисуре живе
родови: Мали Урвичанци (20 к) и Стари Урвичанци или Живковци (15 к). Потичу од истог претка тамо насељеног XIX веку из Урвича.

## Демографија
У насељу Урвич живи 61 пунолетни становник, а просечна старост становништва износи 45,1 година (44,7 код мушкараца и 45,4 код жена). У насељу има 23 домаћинства, а просечан број чланова по домаћинству је 3,09.
Ово насеље је у потпуности насељено Србима (према попису из 2002. године).
|  |

| Демографија | Демографија | Демографија |
| Година      | Становника  | Становника  |
| ----------- | ----------- | ----------- |
| 1948.       | 144         |             |
| 1953.       | 132         |             |
| 1961.       | 122         |             |
| 1971.       | 119         |             |
| 1981.       | 116         |             |
| 1991.       | 87          | 87          |
| 2002.       | 71          | 71          |
| 2011.       | 45          |             |
| 2022.       | 35          |             |

| Етнички састав према попису из 2002.‍ | Етнички састав према попису из 2002.‍ | Етнички састав према попису из 2002.‍ | Етнички састав према попису из 2002.‍ | Етнички састав према попису из 2002.‍ |
| ------------------------------------ | ------------------------------------ | ------------------------------------ | ------------------------------------ | ------------------------------------ |
|                                      |                                      |                                      |                                      |                                      |
| Срби                                 | Срби                                 |                                      | 71                                   | 100,0%                               |
| непознато                            | непознато                            |                                      | 0                                    | 0,0%                                 |

| Година пописа     | 1948. | 1953. | 1961. | 1971. | 1981. | 1991. | 2002. |
| ----------------- | ----- | ----- | ----- | ----- | ----- | ----- | ----- |
| Број домаћинстава | 20    | 22    | 26    | 27    | 28    | 27    | 23    |

| Број чланова      | 1 | 2 | 3 | 4 | 5 | 6 | 7 | 8 | 9 | 10 и више | Просек |
| ----------------- | - | - | - | - | - | - | - | - | - | --------- | ------ |
| Број домаћинстава | 4 | 8 | 4 | 3 | 1 | 1 | 1 | 0 | 1 | 0         | 3,09   |

| Пол    | Укупно | Неожењен/Неудата | Ожењен/Удата | Удовац/Удовица | Разведен/Разведена | Непознато |
| ------ | ------ | ---------------- | ------------ | -------------- | ------------------ | --------- |
| Мушки  | 33     | 10               | 21           | 2              | 0                  | 0         |
| Женски | 30     | 3                | 21           | 5              | 1                  | 0         |
| УКУПНО | 63     | 13               | 42           | 7              | 1                  | 0         |

| Пол    | Укупно                    | Пољопривреда, лов и шумарство | Рибарство                            | Вађење руде и камена | Прерађивачка индустрија       |
| ------ | ------------------------- | ----------------------------- | ------------------------------------ | -------------------- | ----------------------------- |
| Мушки  | 19                        | 2                             | 0                                    | 0                    | 6                             |
| Женски | 3                         | 0                             | 0                                    | 0                    | 1                             |
| УКУПНО | 22                        | 2                             | 0                                    | 0                    | 7                             |
| Пол    | Производња и снабдевање   | Грађевинарство                | Трговина                             | Хотели и ресторани   | Саобраћај, складиштење и везе |
| Мушки  | 0                         | 0                             | 1                                    | 0                    | 3                             |
| Женски | 0                         | 0                             | 0                                    | 0                    | 0                             |
| УКУПНО | 0                         | 0                             | 1                                    | 0                    | 3                             |
| Пол    | Финансијско посредовање   | Некретнине                    | Државна управа и одбрана             | Образовање           | Здравствени и социјални рад   |
| Мушки  | 0                         | 0                             | 1                                    | 0                    | 0                             |
| Женски | 0                         | 0                             | 0                                    | 0                    | 0                             |
| УКУПНО | 0                         | 0                             | 1                                    | 0                    | 0                             |
| Пол    | Остале услужне активности | Приватна домаћинства          | Екстериторијалне организације и тела | Непознато            | Непознато                     |
| Мушки  | 0                         | 0                             | 0                                    | 6                    | 6                             |
| Женски | 0                         | 0                             | 0                                    | 2                    | 2                             |
| УКУПНО | 0                         | 0                             | 0                                    | 8                    | 8                             |